# Еміль Маркграф
Еміль Маркграф (нім. Emil Markgraf; 8 січня 1891, Гайда — 5 червня 1951, Інгольштадт) — австро-угорський, австрійський і німецький офіцер, генерал-лейтенант вермахту.

## Біографія
18 серпня 1909 року вступив у австро-угорську армію. Учасник Першої світової війни, після завершення якої продовжив службу в австрійській армії. Після аншлюсу автоматично перейшов у вермахт.
З 1 серпня 1938 року — в штабі 63-го піхотного полку. З 1 вересня 1939 року — начальник генштабу 9-го військового округу. З 8 червня 1940 року — командир 62-го піхотного полку, з 29 вересня по 19 листопада 1941 року — 78-ї піхотної дивізії, з 15 квітня 1942 року — 190-ї дивізії. 22 червня 1942 року відправлений у резерв фюрера. 30 листопада 1944 року звільнений у відставку. 

## Звання
- Фенріх (18 серпня 1909)
- Лейтенант (1 травня 1912)
- Обер-лейтенант (1 січня 1915)
- Гауптман (1 липня 1918)
- Титулярний майор (8 липня 1921)
- Штабс-гауптман (1 березня 1923)
- Майор (14 вересня 1925)
- Оберст-лейтенант (13 березня 1934)
- Оберст (20 вересня 1934)
- Генерал-майор (1 вересня 1941)
- Генерал-лейтенант (1 січня 1944)

## Нагороди
- Бронзова і срібна медаль «За військові заслуги» (Австро-Угорщина) з мечами
- Хрест «За військові заслуги» (Австро-Угорщина) 3-го класу з військовою відзнакою і мечами — нагороджений двічі.
- Військовий Хрест Карла
- Залізний хрест 2-го класу
- Медаль «За поранення» (Австро-Угорщина) з однією смугою
- Пам'ятна військова медаль (Австрія) з мечами
- Хрест «За вислугу років» (Австрія) 2-го класу для офіцерів (25 років)
- Почесний хрест ветерана війни з мечами
- Медаль «За вислугу років у Вермахті» 4-го, 3-го, 2-го і 1-го класу (25 років)
- Застібка до Залізного хреста 2-го класу (23 червня 1941)
- Залізний хрест 1-го класу (2 липня 1941)
- Нагрудний знак «За поранення» в чорному (11 листопада 1941)